# Белов, Фёдор Антонович
Фёдор Антонович Белов (8 июня 1910, с. Беловка, Сакмарский район, Оренбургская область — 29 августа 1996, там же) — полный кавалер ордена Славы.

## Биография
Родился в крестьянской семье. Окончил начальную школу. Работал приёмосдатчиком в Карагандинском областном нефтесбыте.
В действующей армии с июня 1942 года. После окончания прифронтовых курсов младших командиров основных родов войск направлен на Ленинградский фронт в состав 382-й стрелковой дивизии. Позднее стал бронебойщиком 120-й стрелковой Гатчинской дивизии. Отличился в боях за Нарву, уничтожив два вражеских бронетранспортера, за что был представлен к ордену Славы 3-й степени.
В конце января 1945 за мужество и умелые действия в боях на Одерском плацдарме получил орден Славы 2-й степени.
В бою за город Найссе, отбивая контратаку противника, вывел из строя самоходную установку и подавил огонь станкового пулемета. Тогда же был представлен к награде, но орден Славы 1-й степени получил только в 1969 году.
День Победы Ф. А. Белов встретил под Прагой. В ноябре 1945 демобилизован в звании старшина.
Вернулся в родное село. Работал в колхозе «Ленина».
Награждён также орденом Отечественной войны 1 ст., медалями, в том числе «За отвагу» и «За оборону Ленинграда».